# Radinac
Radinac (serbocroata cirílico: Радинац) es un pueblo de Serbia, constituido administrativamente como una pedanía de la ciudad de Smederevo en el distrito de Podunavlje del centro del país.
En 2011 tenía 5428 habitantes. Casi todos los habitantes son étnicamente serbios.
Se ubica en la periferia suroriental de la ciudad de Smederevo, en la cual se ha integrado como un barrio urbanísticamente, pese a que administrativamente sigue considerándose un pueblo separado. El pueblo fue fundado en el siglo XIX por Miloš Obrenović, mediante la agrupación de varias aldeas que existían en la zona, y a lo largo del siglo XX fue creciendo de tamaño como área periférica de la ciudad. Actualmente, Radinac destaca por albergar una estación de ferrocarril intermedia entre la de Smederevo y el empalme de líneas de Mala Krsna, así como la única acería actualmente operativa del país.